# Andrena steini
Andrena steini är en biart som beskrevs av Osamu Tadauchi och Xu 2003. Andrena steini ingår i släktet sandbin, och familjen grävbin. Inga underarter finns listade i Catalogue of Life.